# Campeonato Mundial de Atletismo em Pista Coberta de 2018 - Salto com vara masculino
A prova do salto com vara masculino do Campeonato Mundial de Atletismo em Pista Coberta de 2018 ocorreu no dia 4 de março na Arena Birmingham, em Birmingham, no Reino Unido. 

## Recordes
Antes desta competição, os recordes mundiais e do campeonato nesta prova eram os seguintes:
|                       | Nome              | Nacionalidade | Altura  | Local    | Data                    |
| --------------------- | ----------------- | ------------- | ------- | -------- | ----------------------- |
| Recorde mundial       | Renaud Lavillenie | França        | 6m 16cm | Donetsk  | 15 de fevereiro de 2014 |
| Recorde do campeonato | Renaud Lavillenie | França        | 6m 02cm | Portland | 17 de março de 2016     |

## Medalhistas
| Ouro                    | Prata               | Bronze            |
| Renaud Lavillenie (FRA) | Sam Kendricks (USA) | Piotr Lisek (POL) |

## Cronograma
Todos os horários são locais (UTC+0).
| Data       | Hora  | Evento |
| ---------- | ----- | ------ |
| 4 de março | 15:00 | Final  |

## Resultado final
A final ocorreu dia 4 de Março às 15:00.  
| Posição           | Atleta                  | Nacionalidade  | 5.45 | 5.60 | 5.70 | 5.80 | 5.85 | 5.90 | 5.95 | 6.00 | Resultados | Notas           |
| ----------------- | ----------------------- | -------------- | ---- | ---- | ---- | ---- | ---- | ---- | ---- | ---- | ---------- | --------------- |
| Medalha de ouro   | Renaud Lavillenie       | França         | –    | –    | o    | –    | o    | xo   | –    | xxx  | 5.90       |                 |
| Medalha de prata  | Sam Kendricks           | Estados Unidos | o    | o    | o    | x–   | o    | xx–  | x    |      | 5.85       |                 |
| Medalha de bronze | Piotr Lisek             | Polónia        | –    | xo   | –    | x–   | o    | xxx  |      |      | 5.85       |                 |
| 4                 | Kurtis Marschall        | Austrália      | xo   | o    | o    | o    | x–   | xx   |      |      | 5.80       | Recorde pessoal |
| 5                 | Emmanouil Karalis       | Grécia         | xo   | o    | xo   | o    | x–   | xx   |      |      | 5.80       | Recorde pessoal |
| 5                 | Raphael Holzdeppe       | Alemanha       | o    | xo   | xo   | o    | x–   | xx   |      |      | 5.80       |                 |
| 7                 | Konstantinos Filippidis | Grécia         | xo   | o    | o    | x–   | xx   |      |      |      | 5.70       |                 |
| 8                 | Armand Duplantis        | Suécia         | o    | xo   | o    | x–   | x–   | x    |      |      | 5.70       |                 |
| 9                 | Melker Svärd Jacobsson  | Suécia         | o    | xxo  | xo   | xx–  | x    |      |      |      | 5.70       |                 |
| 10                | Axel Chapelle           | França         | o    | o    | xxx  |      |      |      |      |      | 5.60       |                 |
| 11                | Xue Changrui            | China          | o    | xo   | xxx  |      |      |      |      |      | 5.60       |                 |
| 12                | Thiago Braz da Silva    | Brasil         | –    | xxo  | –    | xxx  |      |      |      |      | 5.60       |                 |
| 13                | Scott Houston           | Estados Unidos | xo   | xxo  | xxx  |      |      |      |      |      | 5.60       |                 |
| 13                | Paweł Wojciechowski     | Polónia        | xo   | xxo  | xxx  |      |      |      |      |      | 5.60       |                 |
| 15                | Shawnacy Barber         | Canadá         | o    | xxx  |      |      |      |      |      |      | 5.45       |                 |

Legenda
| Recorde mundial       | Recorde mundial (World record)               |                       | Recorde africano                      | Recorde africano (African) |                                           | Q | Classificado por posição (Qualified) |
| Recorde do campeonato | Recorde do campeonato (Championship record)  | Recorde da América    | Recorde da América (Americas)         | q                          | Classificado por melhor tempo (Qualified) |   |                                      |
| Melhor marca do ano   | Melhor marca do ano (World leading)          | Recorde asiático      | Recorde asiático (Asian)              | DNS                        | Não largou (Did not start)                |   |                                      |
| Recorde nacional      | Recorde nacional (National record)           | Recorde europeu       | Recorde europeu (European)            | DNF                        | Não terminou (Did not finish)             |   |                                      |
| Recorde pessoal       | Recorde pessoal do atleta (Personal best)    | Recorde da Oceania    | Recorde da Oceania (Oceania)          | DSQ / DQ                   | Desclassificado (Disqualified)            |   |                                      |
| Recorde da temporada  | Recorde da temporada do atleta (Season best) | Recorde sul-americano | Recorde sul-americano (South America) | NM                         | Sem marca (No mark)                       |   |                                      |